# Point Farms Provincial Park
Point Farms Provincial Park är en park i Kanada.   Den ligger i provinsen Ontario, i den sydöstra delen av landet, 500 km väster om huvudstaden Ottawa. Point Farms Provincial Park ligger 206 meter över havet.
Terrängen runt Point Farms Provincial Park är platt, och sluttar brant västerut. Runt Point Farms Provincial Park är det glesbefolkat, med 14 invånare per kvadratkilometer.. Närmaste större samhälle är Goderich, 5,6 km söder om Point Farms Provincial Park.
Trakten runt Point Farms Provincial Park består till största delen av jordbruksmark.